# Givet
Givet település Franciaországban, Ardennes megyében, a belga határnál. Lakosainak száma 6356 fő (2022. január 1.). Givet Chooz, Foisches, Fromelennes, Rancennes, Beauraing, Doische, Hastière és Houyet községekkel határos. A városról kapta nevét a giveti földtörténeti korszak, a középső devon egyik szakasza.

## Népesség
A település népességének változása:
| Lakosok száma | 7865 | 7587 | 7775 | 6828 | 6618 | 6699 | 6749 | 6476 | 6343 | 6356 |
|               | 1968 | 1982 | 1990 | 2006 | 2013 | 2015 | 2017 | 2019 | 2020 | 2022 |

### Galéria

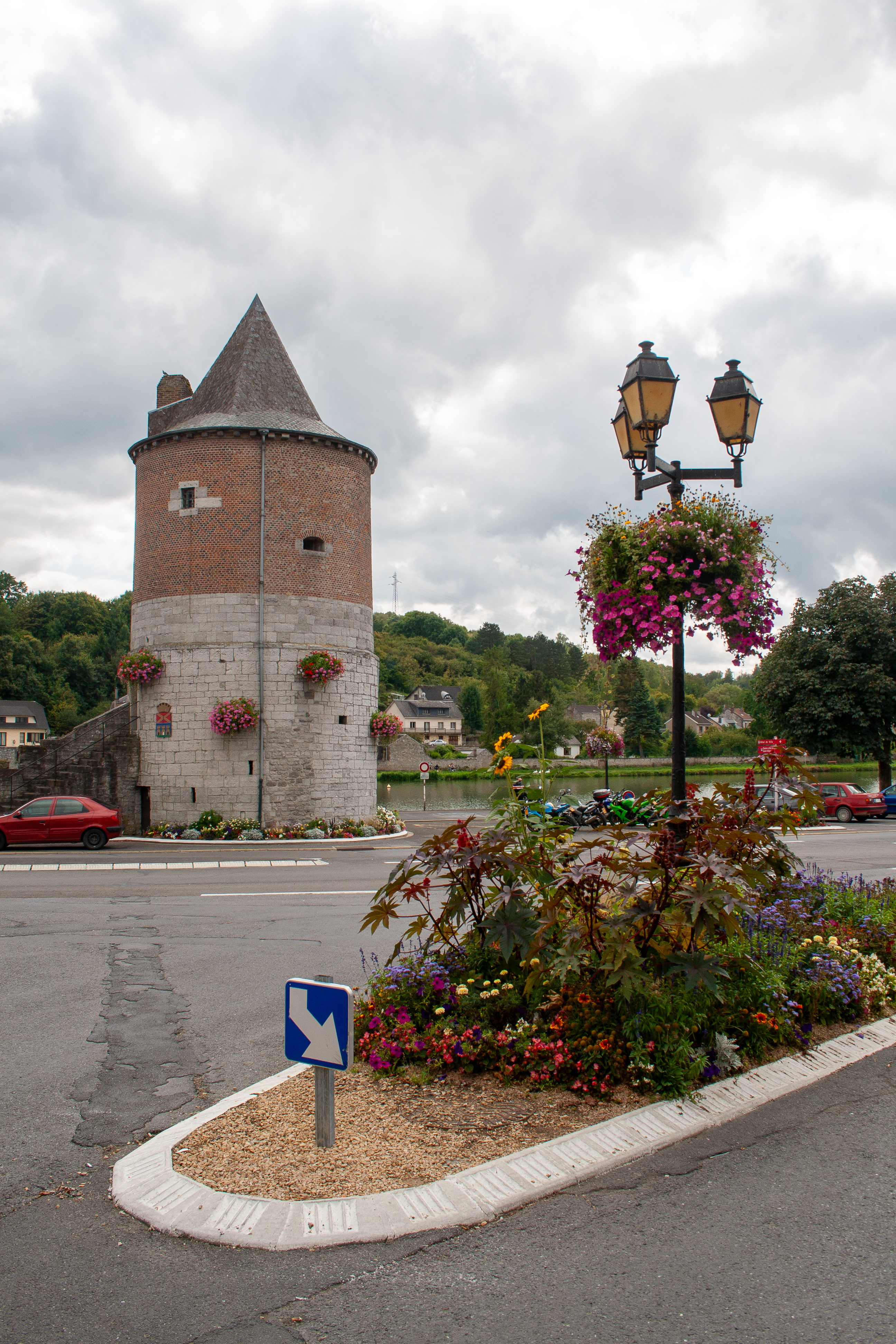
Victoire torony
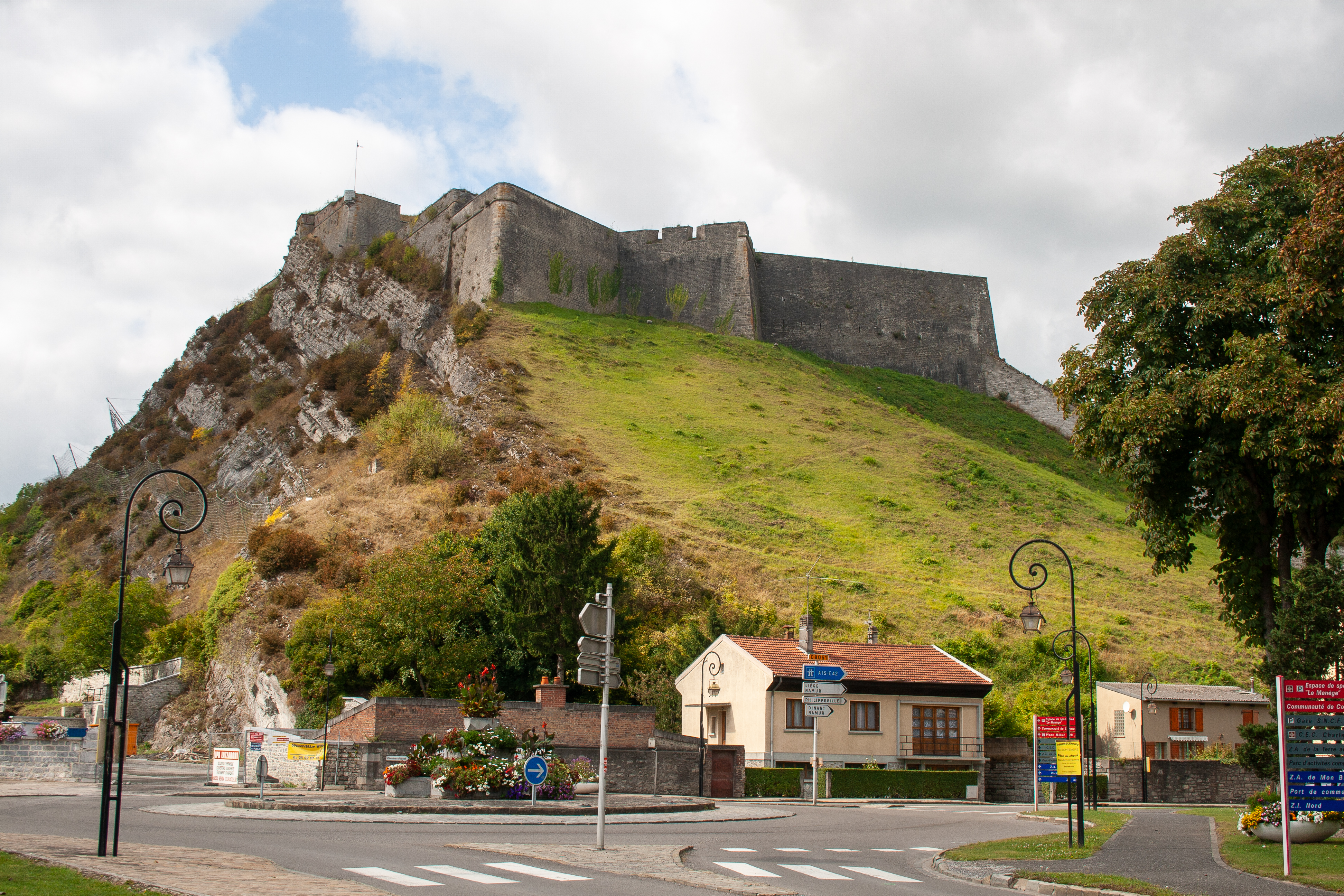
Charlemont erődje
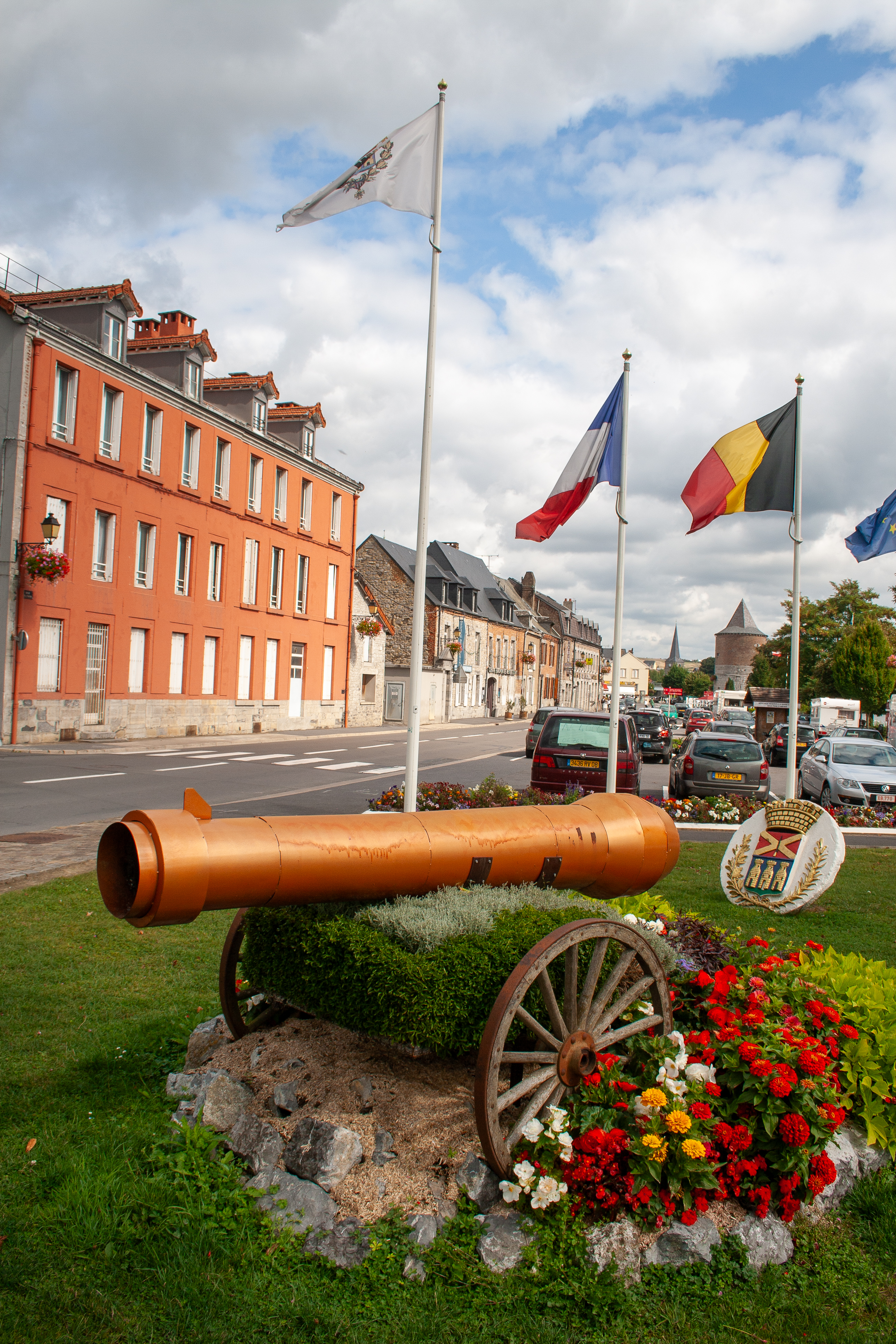